# Tecozautla, Veracruz
Tecozautla är en ort i Mexiko.   Den ligger i kommunen Las Choapas och delstaten Veracruz, i den sydöstra delen av landet, 600 km öster om huvudstaden Mexico City. Tecozautla ligger 83 meter över havet och antalet invånare är 202.
Terrängen runt Tecozautla är kuperad åt sydväst, men åt nordost är den platt. Runt Tecozautla är det ganska glesbefolkat, med 29 invånare per kvadratkilometer. Närmaste större samhälle är Nueva Tabasqueña, 11,3 km nordväst om Tecozautla. I omgivningarna runt Tecozautla växer i huvudsak städsegrön lövskog.